# Addition kritischer Fahrzeugstrombelastungen
Das Addition kritischer Fahrzeugstrombelastung (AKF) genannte Verfahren, ist eine Methode zur überschlägigen Bemessung von Signalzeitenplänen von Lichtsignalanlagen.

## Grundlage
Das Verfahren wurde von Axel W. Gleue in seiner Dissertation 1972 in die verkehrswissenschaftliche Fachwelt eingebracht.
Grundidee des Verfahrens ist es, dass eine Lichtsignalanlage auf die maximale Verkehrsstärke auszulegen ist, die nicht konfliktfrei über die Straßenkreuzung fahren kann. Hierzu wird die maximale Summe der Verkehrsstärke aus allen miteinander unverträglichen Kombinationen von Fahrzeugströmen ausgewählt. Aus dieser kann die notwendige Freigabezeit und die daraus resultierende Umlaufzeit berechnet werden. Es wird vereinfachend angenommen, dass die zueinander unverträglichen Ströme maximaler Stärke blockweise nacheinander die Kreuzungsstelle überfahren.

## Bestimmung der maßgebenden Verkehrsstromstärke
1. Alle Ströme, die frei abfließen können (z. B. Grünpfeil-Regelung) oder nicht auftreten, werden mit 0 bewertet.
2. Bei Fahrstreifen, die in verschiedene Richtungen benutzt werden, wird die gesamte Belastung eingetragen.
3. Bei mehreren Fahrstreifen pro Richtung wird die jeweils maximale Belastung eingetragen.
4. Müssen mehrere Ströme gleichzeitig freigegeben werden, so ist ebenfalls die jeweils maximale Belastung zu nehmen.
5. Die so erhaltenen Werte werden in Spalten eingetragen, bei denen jeweils unverträgliche Ströme untereinander stehen.
6. Man bilde die Spaltensummen.
7. Das Maximum der Spaltensummen ist die maßgebende Verkehrsstromstärke.[2][3]

## Bestimmung der Umlaufzeit der Lichtsignalanlage
Die Umlaufzeit {\displaystyle t_{\text{uml}}} der Lichtsignalanlage setzt sich zusammen aus Freigabezeiten {\displaystyle t_{\text{frei}}} und Verlustzeiten {\displaystyle t_{\text{ver}}}. Die Freigabezeit muss hierbei für die maßgebende Verkehrsstromstärke {\displaystyle q_{\text{massg}}} und die Sättigungsstromstärke {\displaystyle q_{\text{sät}}} bemessen werden. 
Als Formel ergibt sich hier {\displaystyle t_{\text{uml}}={\frac {\sum t_{\text{ver}}}{1-{\frac {\sum q_{\text{massg}}}{q_{\text{sät}}}}}}}

## Bewertung
Das Verfahren benutzt eine vereinfachte Annahme der Abläufe an einer Lichtsignalanlage. So werden Fußverkehr, Radverkehr und spezielle ÖPNV-Phasen nicht berücksichtigt. Ebenso fließen viele Schätzwerte in die Berechnung mit ein. Aus diesen Gründen müssen für die genaueren Berechnungen des Signalzeitplans bessere Verfahren herangezogen werden. Das AKF-Verfahren dient jedoch der groben Abschätzung der Umlaufzeit und kann somit als erste Entscheidungshilfe dienen.

## Beispiel
Gegeben sei folgende vereinfachte Kreuzung ohne Abbieger:

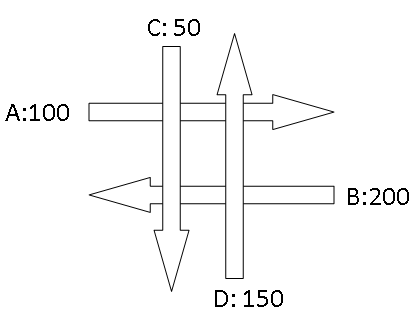

Wir betrachten nun Strom A. Dieser kann zum Beispiel nicht gleichzeitig mit Strom D freigegeben werden. Diese sind also zueinander kritisch:

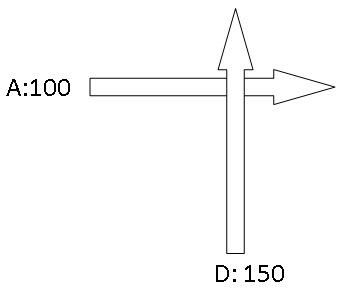

Wollen wir nun den Strom C hinzufügen, so ist dieser nicht mehr kritisch. Strom D und C können gleichzeitig verkehren, daher ist lediglich der größere Strom D für die Bemessung entscheidend:

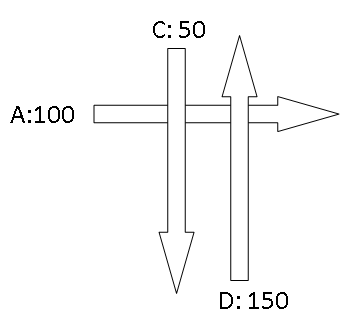

Rechnet man nun alle Ströme zusammen erhält man folgende Matrix:
{\displaystyle {\begin{matrix}{\text{kritische Str}}{\mbox{ö}}{\text{me}}&{\text{A+C}}&{\text{A+D}}&{\text{B+C}}&{\text{B+D}}\\A&100&100&\\B&&&200&200\\C&50&&50&\\D&&150&&150\\\sum &150&250&250&350\end{matrix}}}
Kritischste Fahrzeugströme ist hier also die Kombination aus B und D. Auf diese 350 Fahrzeuge muss die Kreuzung ausgelegt werden. Die Ströme A und C haben nur untergeordnete Bedeutung und können während der Grünphasen von B bzw. D abfließen.